# Mistrovství světa v cyklokrosu 1968
19. Mistrovství světa v cyklokrosu se konalo 25. února 1968 v Lucemburku ve Lucembursku. Mistrovství bylo
rozděleno na dvě kategorie – muži (profesionálové, elite) a amatéři.

## Muži
Trať měřila 22. 100 km. V cíli bylo klasifikováno 27 závodníků. Původně se na druhém místě umístil Rolf Wolfshohl se ztrátou 55 s., ale pro doping byl diskvalifikován.
| Poř.             | Jméno             | Čas          |
| Zlatá medaile    | Eric De Vlaeminck | 1.02:18      |
| Stříbrná medaile | Herman Gretener   | + 2 min 59 s |
| Bronzová medaile | Michel Pelcat     |              |
| 4                | Luciano Luciani   | + 3 min 35 s |
| 5                | Huub Harings      | + 3 min 59 s |
| 6                | Albert Van Damme  |              |

## Amatéři
Trať měřila 19. 400 km.
| Poř.             | Jméno              | Čas          |
| Zlatá medaile    | Roger De Vlaeminck | 58 min 45 s  |
| Stříbrná medaile | Peter Frischknecht | + 2 s        |
| Bronzová medaile | Cock Van der Hulst | + 10 s       |
| 4                | Franco Livian      | + 12 s       |
| 5                | John Atkins        | + 14 s       |
| 6                | Jakob Küster       |              |
| ...              |                    |              |
| 10               | Břetislav Souček   |              |
| 21               | Jan Hanzl          |              |
| 24               | Pavel Krejčí       |              |
| 27               | Karel Hasoň        | + 2 min 59 s |